# Liste der schwedischen Orden und Ehrenzeichen
Diese Liste gibt einen Überblick über die schwedischen Orden und Ehrenzeichen.

Wappen des Königreich Schweden

Von 1975 bis 2022 wurden mit Ausnahme des Ordens Karls XIII. keine Orden mehr an Inländer verliehen, von Mitgliedern des königlichen Hauses abgesehen; Verleihungen an Ausländer waren davon unberührt. Stattdessen fanden die Verdienstmedaillen zu einer unvorhergesehenen Blüte. Seit 2023 werden die vier traditionellen Ritterorden wieder vergeben.
Das schwedische Ordenssystem ist stark synchronisiert. 1748 wurde die Klasse der Kommandeure im Schwertorden, dem Orden für militärische, und im neuen Nordsternorden, dem für kulturelle Leistungen, eingeführt. 1772 wurden in beiden Orden sowie im neuen Wasaorden für wirtschaftliche Verdienste die Klasse des Kommandeurs zum Kommandeur mit Großkreuz und eine neue Kommandeursklasse eingeführt, die 1873 zum Kommandeur 2. Klasse wurde. Zwischen dieser Klasse und dem Großkreuz wurde der Kommandeur 1. Klasse geschaffen. 1889 wurde darüber hinaus der Ritter zum Ritter 1. Klasse und eine neue Ritterklasse als unterste Stufe aller Orden eingeführt. Davon ausgenommen ist der einklassige Seraphinenorden, deren Mitglieder immer Großkreuze oder Kommandeure 1. Klasse einer der drei anderen Orden sind.
- Orden der Marie Eleonore (1632)
- Schwertorden (1748)
- Seraphinenorden (1748)
- Seraphinen-Medaille (1748)
- Nordstern-Orden (1748)
- Wasaorden (1772)
- Medaille von 1772 (1772)
- Erinnerungszeichen anlässlich der Taufe des nachmaligen Königs Gustav IV. Adolf (1778)
- Medaille für Tapferkeit im Felde (1780)
- Orden Karls XIII. (1811)
- Medaille Seiner Majestät des Königs (um 1813)
- Schwertzeichen (1850)
- Schwertmedaille (1850)
- Medaille Litteris et Artibus (1853)
- Wasazeichen (1895)
- Wasamedaille (1895)
- Erinnerungszeichen anlässlich 25 Jahre Herrschaft von König Oskar II. (1897)
- Erinnerungszeichen anlässlich der silbernen Hochzeit von Kronprinz Gustav (1906)
- Erinnerungszeichen zur goldenen Hochzeit von König Oskar (1907)
- Erinnerungszeichen anlässlich 20 Jahren Herrschaft von König Gustav V. (1928)
- Prinz Eugen-Medaille (1945)
- Prinz-Carl-Medaille (1945)
- Erinnerungszeichen anlässlich 40 Jahren Herrschaft von König Gustav V. (1948)
- König Gustav V.-Erinnerungszeichen (1951)
- Erinnerungszeichen anlässlich des 85. Geburtstags von König Gustav VI. (1967)
- Nordsternmedaille (1986)
- Erinnerungszeichen anlässlich des 50. Geburtstags von König Carl XVI. Gustav (1996)
- Erinnerungsmedaille anlässlich des 10. Hochzeitstags von Kronprinzessin Victorias und Prinz Daniel (2010)
- Erinnerungszeichen anlässlich 40 Jahren Herrschaft von König Carl XVI. Gustav (2013)
- Erinnerungszeichen anlässlich des 70. Geburtstags von König Carl XVI. Gustav (2016)
- Nordsternzeichen (2023)
- Erinnerungszeichen anlässlich des 50. Thronjubiläums von König Carl XVI. Gustav (2023)

Neben obigen, vom König verliehenen Auszeichnungen vergibt auch die Regierung vier Medaillen:
- Medaille Illis quorum meruere labores
- Medaille För berömliga gärningar
- Medaille För medborgerlig förtjänst
- Medaille För omsorgsfull renvård